# Wolfgang Peters
Wolfgang Peters (ur. 8 stycznia 1929, zm. 22 września 2003) – niemiecki piłkarz występujący na pozycji napastnika.

## Kariera klubowa
Perers zawodową karierę rozpoczynał w 1954 roku w Borussii Dortmund. W 1961 roku wywalczył z klubem wicemistrzostwo RFN. W 1963 roku dotarł z zespołem do finału Pucharu RFN, gdzie Borussia przegrała jednak 0:3 z Hamburgerem SV. W tym samym roku zdobył z Borussią mistrzostwo RFN. W 1963 roku zakończył karierę.

## Kariera reprezentacyjna
W reprezentacji RFN Peters rozegrał jedno spotkanie. Był to wygrany 1:0 towarzyski mecz przeciwko Szwecji rozegrany 20 listopada 1957. W 1958 roku został powołany do kadry na mistrzostwa świata. Nie zagrał na nich ani razu, a Niemcy zajęli 4. miejsce w turnieju.